# Венде
Венде (нем. Wehnde) — община в Германии, в земле Тюрингия.
Входит в состав района Айхсфельд. Подчиняется управлению Линденберг/Айксфельд. Население составляет 376 человек (на 31 декабря 2010 года). Занимает площадь 9,71 км².